# Lillooet East (circonscription britanno-colombienne)
Pour les articles homonymes, voir Lillooet.
Circonscription électorale provinciale du Canada
Lillooet East est une ancienne circonscription provinciale de la Colombie-Britannique représentée à l'Assemblée législative de la Colombie-Britannique de 1894 à 1903.

## Géographie
La circonscription apparaît avec la division de la circonscription de Lillooet qui était représentée par 2 députés. Les autres circonscriptions issues de cette défusion sont Lillooet East et Lillooet West.

## Liste des députés
| Législature                                        | Années                                          | Député                                          | Député                                          | Parti                                           |
| Lillooet East Circonscription issue de Lillooet    | Lillooet East Circonscription issue de Lillooet | Lillooet East Circonscription issue de Lillooet | Lillooet East Circonscription issue de Lillooet | Lillooet East Circonscription issue de Lillooet |
| -------------------------------------------------- | ----------------------------------------------- | ----------------------------------------------- | ----------------------------------------------- | ----------------------------------------------- |
| 7e                                                 | 1894–1895                                       |                                                 | James Douglas Prentice                          | Opposition                                      |
| 7e                                                 | 1895-1898                                       |                                                 | David Alexander Stoddart                        | Gouvernement                                    |
| 8e                                                 | 1898–1900                                       |                                                 | James Douglas Prentice                          | Opposition                                      |
| 9e                                                 | 1900–1903                                       |                                                 | James Douglas Prentice                          | Opposition                                      |
| Circonscription abolie, voir : Kamloops et Cariboo |                                                 |                                                 |                                                 |                                                 |